# Deefgella
Deefgella is een geslacht van kreeftachtigen uit de klasse van de Ostracoda (mosselkreeftjes).

## Soorten
- Deefgella acutafinis Kornicker & Cohen, 1978
- Deefgella dajsiveleri Schallreuter, 1981 †
- Deefgella dajsiveteri Schallreuter, 1981 †
- Deefgella delicata Neckaja, 1966 †
- Deefgella robusta Kornicker, 1983
- Deefgella semikolon Schallreuter, 1984 †
- Deefgella septinoda (Keenan, 1951) Schallreuter, 1981 †